# 思道五世
思道五世（拉丁語：Sixtus PP. V；1520年12月13日—1590年8月27日）原名斐利·佩雷蒂（Felice Peretti），1585年4月24日當選教宗，同年5月1日即位至1590年8月27日為止。在位期间恢复了教宗国的治安，着力恢复聖座的财政，并慷慨投资公共事业，使罗马的面貌接近现在的样子。此外也將 英格兰女王伊麗莎白一世和纳瓦拉国王恩里克三世（即日後法王亨利四世）處以絕罰。他虽然受到了诸多批评，但其业绩确是历代教宗中数一数二的。

## 譯名列表
- 西斯都：天主教香港教區禮儀委員會：禧年專頁 （页面存档备份，存于）作西斯都。
- ：香港天主教教區檔案　歷任教宗作。
- 西克斯圖斯：《大英簡明百科知識庫》2005年版[永久]、《世界人名翻譯大辭典》1993年版作西克斯圖斯。